# Carl Verheijen
Carl Verheijen, né le 26 mai 1975 à La Haye, est un patineur de vitesse néerlandais spécialisé dans le 5000 et le 10000 mètres. Il est le mari de la patineuse de vitesse Andrea Nuyt.

## Palmarès
- Jeux olympiques
  -  Médaille de bronze sur 10 000 m aux Jeux olympiques d'hiver de 2006 à Turin
  -  Médaille de bronze en poursuite par équipes aux Jeux olympiques d'hiver de 2006 à Turin

- Championnats du monde
  -  Médaille d'or sur 5 000 m en 2001 à Salt Lake City.
  -  Médaille d'or sur 10 000 m en 2004 à Séoul.
  -  Médaille d'or sur la poursuite par équipes en 2005 à Inzell.
  -  Médaille d'or sur la poursuite par équipes en 2009 à Richmond.
  -  Médaille d'argent sur 10 000 m en 2001 à Salt Lake City.
  -  Médaille d'argent sur 10 000 m en 2003 à Berlin.
  -  Médaille d'argent sur 5 000 m en 2004 à Séoul.
  -  Médaille d'argent sur 10 000 m en 2005 à Inzell.
  -  Médaille de bronze sur 5 000 m en 2003 à Berlin.
  -  Médaille de bronze sur 5 000 m en 2005 à Inzell.

- Coupe du monde
  - Vainqueur du classement 5 000/10 000 m en 2003.
  - 6 victoires.

- Championnats des Pays-Bas
  -  Médaille d'or sur 10 000 m en 2001 à La Haye.
  -  Médaille d'or sur 5 000 m en 2003 à Heerenveen.
  -  Médaille d'or sur 5 000 m en 2004 à Heerenveen.
  -  Médaille d'or sur 5 000 m en 2006 à Heerenveen.
  -  Médaille d'or sur 10 000 m en 2006 à Heerenveen.
  -  Médaille d'argent sur 10 0000 m en 2003 à Heerenveen.
  -  Médaille de bronze sur 10 000 m en 1996 à Groningue.
  -  Médaille de bronze sur 5 000 m en 1999 à Groningue.
  -  Médaille de bronze sur 10 000 m en 1999 à Groningue.
  -  Médaille de bronze sur 5 000 m en 2000 à Deventer.

## Records personnels
| 500m   | (24 février 2007)  | 36:99    |  |
| 1000m  | (16 décembre 2006) | 1:11.92  |  |
| 1500m  | (24 février 2007)  | 1:45.78  |  |
| 3000m  | (5 novembre 2005)  | 3:39.52  |  |
| 5000m  | (19 novembre 2005) | 6:08.98  |  |
| 10000m | (11 février 2007)  | 12:55.30 |  |